# Ota Čermák
Ota Čermák (Kladno megyei Kročehlavy 1919. április 10. – Čáslav közelében (autóbalesetben) 1963. augusztus 21.) cseh orgonaművész és zeneszerző.

## Tevékenysége
Saját szerzeményeit, népdalokat és romantikus hangvételű („easy listening”) népszerű darabokat dolgozott át és adott elő Hammond-orgonán. Lemezeit a Supraphon hanglemezkiadó jelentette meg; néhányat a román Electrecord.
Magyarországon leginkább az a kislemez vált ismeretessé, amelyen négy felvétel hallható:
Riccardo Eugenio Drigo: Serenade (Les Millions d'Arlequin ) Harlekýnovy Milióny ISWC T-906.500.517-6
Ethelbert Woodbridge Nevin : Narcissus (Water Scenes)
Ernst Fischer: Terrasse am Meer (Südlich der Alpen) Terasa nad mořem (Jížně od Alp) T-802.076.347-8
Sebatian Yradier:  La Paloma

## Kisegyüttesének tagjai
- Bőgő – Jaroslav Boťa
- Dob – Miroslav Vrba
- Gitár – Miroslav Kefurt
- Hammond-orgona („Elektrofonické Varhany”) – Ota Čermák
- Zongora – Jan Rimon

## Lemezfelvételei
- Jan Hála: Ukolébavka (altatódal)
- Husím Pochodem (Libasorban)
- Federico García Lorca, Jan Seidel: Lola
- Antonín Jedlicka: Vzpomínky (Emlék)
- Jaroslav Křička: Bábinčin maršovský valčík (részlet az Ogaři; „Pásztotfiú” című operából)[5][jegyzet 4]
- Rafael Hernandez: Cachita
- Bedrich Nikodem, Jaromír Horec: Sedmikráska (Százszorszép)
- Jaroslav Ježek: Melodia Jaroslava Ježka
- Bohuslav Nádvorník, R. A. Dvorský, Saša Grossmann: Polibek
- Gustav Langer: Babička (Nagymama)
- Joseph Haydn, Anne Hunter: Sjezdovka Solisko
- Oskar Schima, Jiří Strnad: Maminko, kup mi koníčka (ének: Oldřich Kovář)
- Ota Čermák: Dědečkovy hodiny
- Ota Čermák: Alfa lipsi (Dance is my Life)
- Alfons Jindra, R. A. Dvorský, Vladimír Dvorák: Cesta domů (Hazafelé)
- Johnny Heykens: Zastaveníčko (Szerenád)
- Jean Sibelius: Valse Triste
- Ota Čermák: Perníková Polka
- Jaroslav Dudek: Dešťové Kapky (Esőcsepp) SUED 1013
- Robert Schumann: Snění (Kinderscenen, Träumerei)
- Christina Rosettiová, Jan Seidel: Až umru, můj miláčku
- Richard Wager: Svatební Pochod Ke Hre W. Shakespeara Sen Noci Svatojánské[jegyzet 5]
- Tatranské pastorale
- Ota Čermák: Mountain pastorale – Gingerbread polka, Mistletoe Supraphon SUED 1014
- Nocturno

Lemezei, hangfelvételek listája
A lemezkiadó cseh nyelven feliratozta a lemezeket; csak a külföldre szánt lemezeken van angol nyelvű címfelirat

## Čermák Budapesten
Saját szerzeményét, a Libaindulót játszotta a Filmhíradóban